# Baby Dodds
Warren "Baby" Dodds, född 24 december 1898 i New Orleans, död 14 februari 1959, var en amerikansk jazztrumslagare. Han var yngre bror till klarinettisten Johnny Dodds. 
Dodds flyttade till Kalifornien 1921 för att spela med King Oliver och följde sedan med denne till Chicago. Warren Baby Dodds spelade sedan med musiker som Louis Armstrong, Jelly Roll Morton, Art Hodes och sin bror Johnny Dodds. I slutet av 1940-talet arbetade han på Jimmy Ryan's i New York.